# Atanas Kolev
Atanas Kolev (15 de juliol de 1967) és un jugador, entrenador, i escriptor d'escacs búlgar, que té el títol de Gran Mestre des de 1993.
Tot i que es troba inactiu des del juny de 2014, a la llista d'Elo de la FIDE del maig de 2016 hi tenia un Elo de 2572 punts, cosa que en feia el jugador número 6 de Bulgària. El seu màxim Elo va ser de 2604 punts, a la llista de juliol de 2012 (posició 219 al rànquing mundial).

## Resultats destacats en competició
El 1990 fou segon al VIII Obert Internacional d'Andorra, rere Elmar Maguerràmov. El 1992 es proclamà Campió de Bulgària.
El desembre de 2006 va empatar al primer lloc al XII Torneig Internacional de Navalmoral de la Mata (província de Càceres) empatat a set punts amb Alon Greenfeld, Elizbar Ubilava i Ibraguim Khamrakúlov.
El 2007 guanyà el Torneig Internacional de La Laguna (Tenerife), per sobre de Bojan Kurajica.
El 2010 guanyà el 32è Campionat obert de Bulgària, a Plòvdiv (empatat al primer lloc amb 7,5 punts amb Vassil Spàssov i Julian Radulski).
El 2011 Kolev va guanyar el 33è obert de Plòvdiv, empatà al primer lloc amb Ivan Txeparínov a l'obert d'Albena, va guanyar el 20è campionat anual de Chicago 2011, i el primer Festival Internacional de Detroit 2011. El 2011 va guanyar cinc dels sis torneigs que va disputar, i a finals d'any, havia guanyat (o empatat al primer lloc), en 60 torneigs internacionals en el període 1988-2011, inclosos torneigs d'escacs actius.
El 2014 fou tercer al campionat de Bulgària, un punt i mig per sota del segon, Ivan Txeparínov (el campió fou Kiril Gueorguiev).

## Escriptor i entrenador
Kolev ha estat entrenador de l'equip nacional femení de Bulgària en el període 2004-2006, així com del seu compatriota Vladimir Gueorguiev. Kolev i el seu col·lega búlgar Kiril Gueorguiev són coautors de The Sharpest Sicilian, un llibre sobre la variant Najdorf de la defensa siciliana, publicat el 2007. Atanas i el Gran Mestre de Macedònia Trajko Nedev són coautors de The Easiest Sicilian, un llibre sobre la variant Sveshnikov de la defensa siciliana, publicat el 2008.